# 朗皮永
朗皮永（法語：Rampillon，法語發音：[ʁɑ̃pijɔ̃] ⓘ）是法国塞纳-马恩省的一个市镇，属于普罗万区。

## 地理
朗皮永（48°32'59"N, 3°3'58"E）面积23.12 平方千米，位于法国法蘭西島大區塞纳-马恩省，该省份为法国北部内陆省份，北起瓦兹省，西接埃松省、马恩河谷省、塞纳-圣但尼省和瓦兹河谷省，南至卢瓦雷省，东南接约讷省，东临马恩省和奥布省，东北接埃纳省。
与朗皮永接壤的市镇（或旧市镇、城区）包括：布里地区拉克鲁瓦、梅尼厄、楠日、蒙图瓦地区索尼奥勒、博尔德新城。

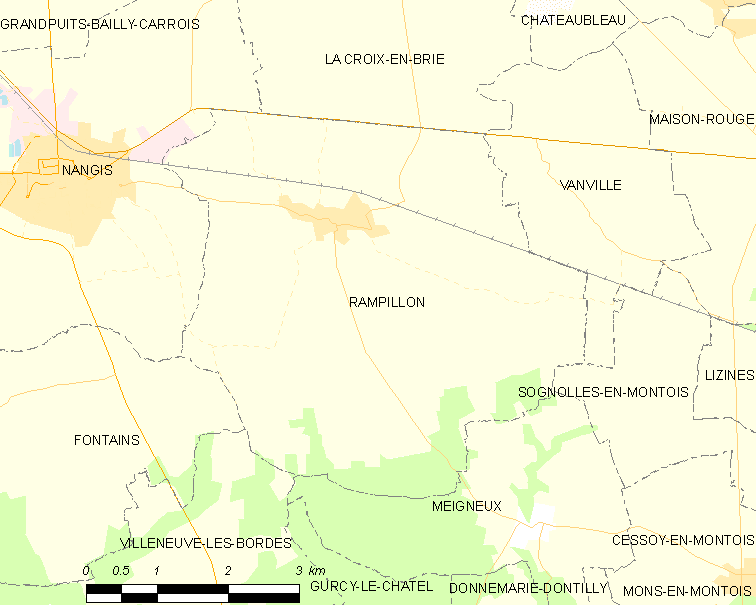
朗皮永的OSM定位图

朗皮永的时区为UTC+01:00、UTC+02:00（夏令时）。

## 行政
朗皮永的邮政编码为77370，INSEE市镇编码为77383。

## 政治
朗皮永所属的省级选区为楠日县。

## 人口

1962-2008年间朗皮永人口变化图示

朗皮永于2022年1月1日时的人口数量为833人。